# Arkebuseringen av kejsar Maximilian
Arkebuseringen av kejsar Maximilian (franska: L'Exécution de Maximilien) är en serie oljemålningar av den franske konstnären Édouard Manet från 1867–1869. Manet gjorde fyra oljemålningar och en litografi på detta motiv. 
Den första versionen är en stor (196 × 260 cm), ej färdigställd, oljemålning från 1867 som är utställd på Museum of Fine Arts i Boston. Den andra versionen är en mindre skiss (48 × 58 cm), också från 1867, som sedan 1915 är utställd på Ny Carlsberg Glyptotek i Köpenhamn. Inte heller den tredje versionen (193 × 284 cm) blev färdigställd, troligen på grund av att Manet var missnöjd med proportionerna på de olika figurerna. Den målades omkring 1867–1868. Vid Manets död 1883 klippte hans arvingar upp duken i mindre delar och sålde dessa var och en för sig. Senare pusslade Edgar Degas ihop de olika fragmenten och sedan 1918 ingår målningen i samlingarna på National Gallery i London. Den fjärde versionen är huvudversionen och ingår i Kunsthalle Mannheims samlingar sedan 1910. Litografier är utställda bland annat på Metropolitan Museum of Art i New York och  Clark Art Institute i Williamstown, Massachusetts.
Målningen föreställer avrättningen av kejsar Maximilian I av Mexiko och hans generaler Miguel Miramón (till höger) och Tomás Mejía (till vänster) den 19 juni 1867 vid Cerro de las Campanas utanför Querétaro. Maximilian föddes 1832 som ärkehertig av Österrike av huset Habsburg-Lothringen. Han installerades 1864 som kejsare i Mexiko med hjälp av franska trupper under Napoleon III. När fransmännen drogs sig tillbaka tillfångatogs Maximilian av mexikanska republikaner ledda av Benito Juárez.
Manet sympatiserade med republikanerna och var framför allt kritisk till det andra franska kejsardömet. Han var även inspirerad av Francisco de Goyas antikrigsskildring Den 3 maj 1808 i Madrid: arkebuseringen (1814). Officeren i röd mössa har stora likheter med kejsar Napoleon III och avrättningspatrullens uniformer har likheter med de franska (i Bostonversionen är det dock mexikanska uniformer). Manets målning var därför kontroversiell och ställdes inte ut i Frankrike; än idag finns ingen version i fransk ägo. Mannheimversionen är signerad i det nedre vänstra hörnet och daterad till 19 juni 1867, alltså det datum då avrättningen inträffade och inte det datum då Manet färdigställde den.

## Andra versioner

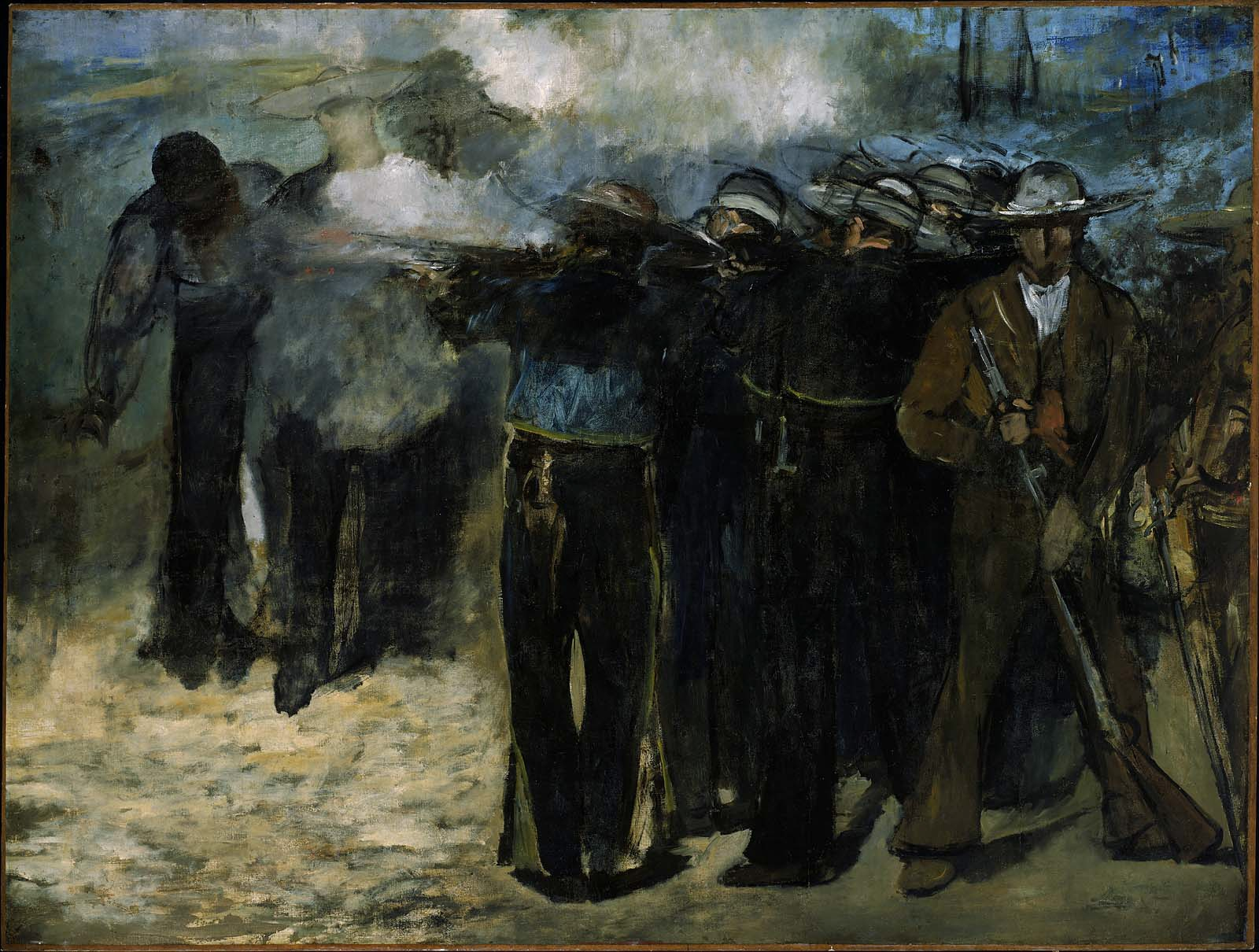
Den första versionen är idag utställd på Museum of Fine Arts.
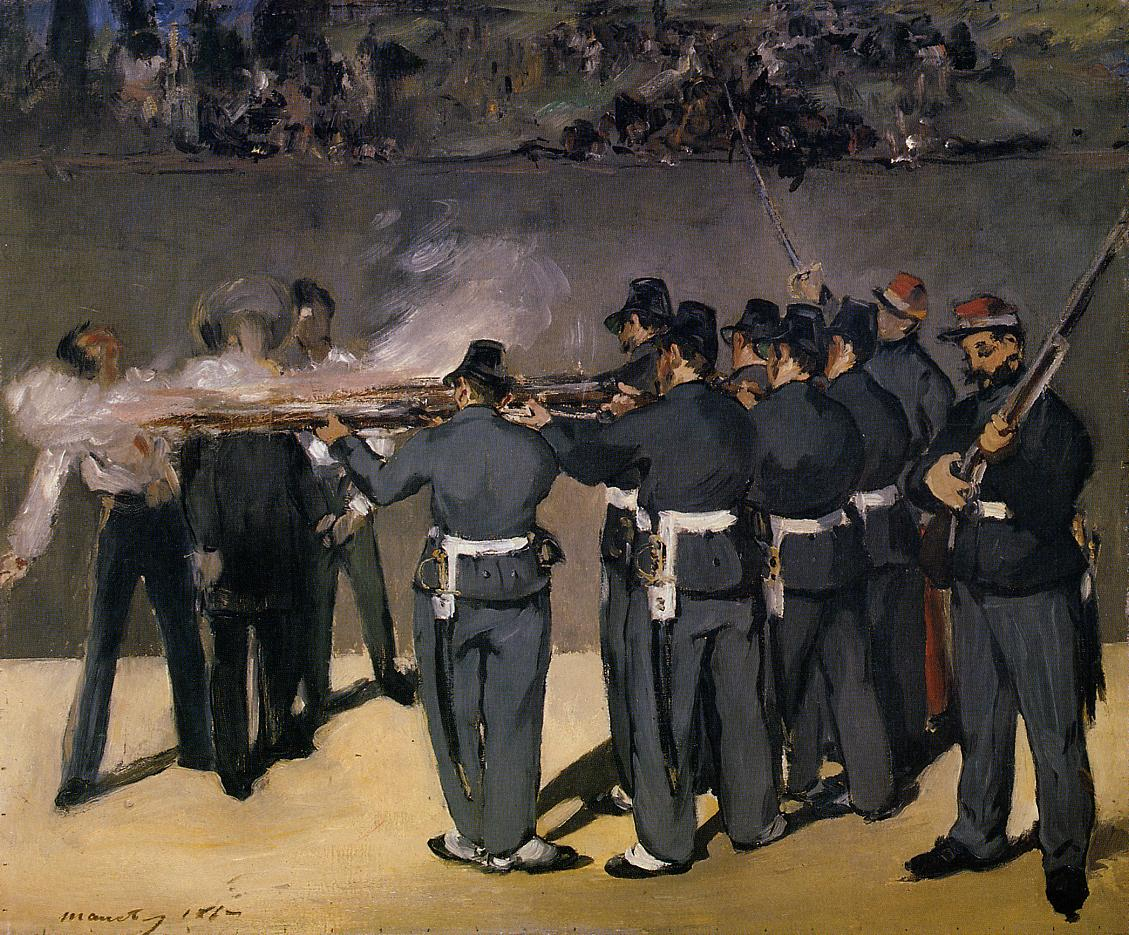
Skiss på Ny Carlsberg Glyptotek från 1867.
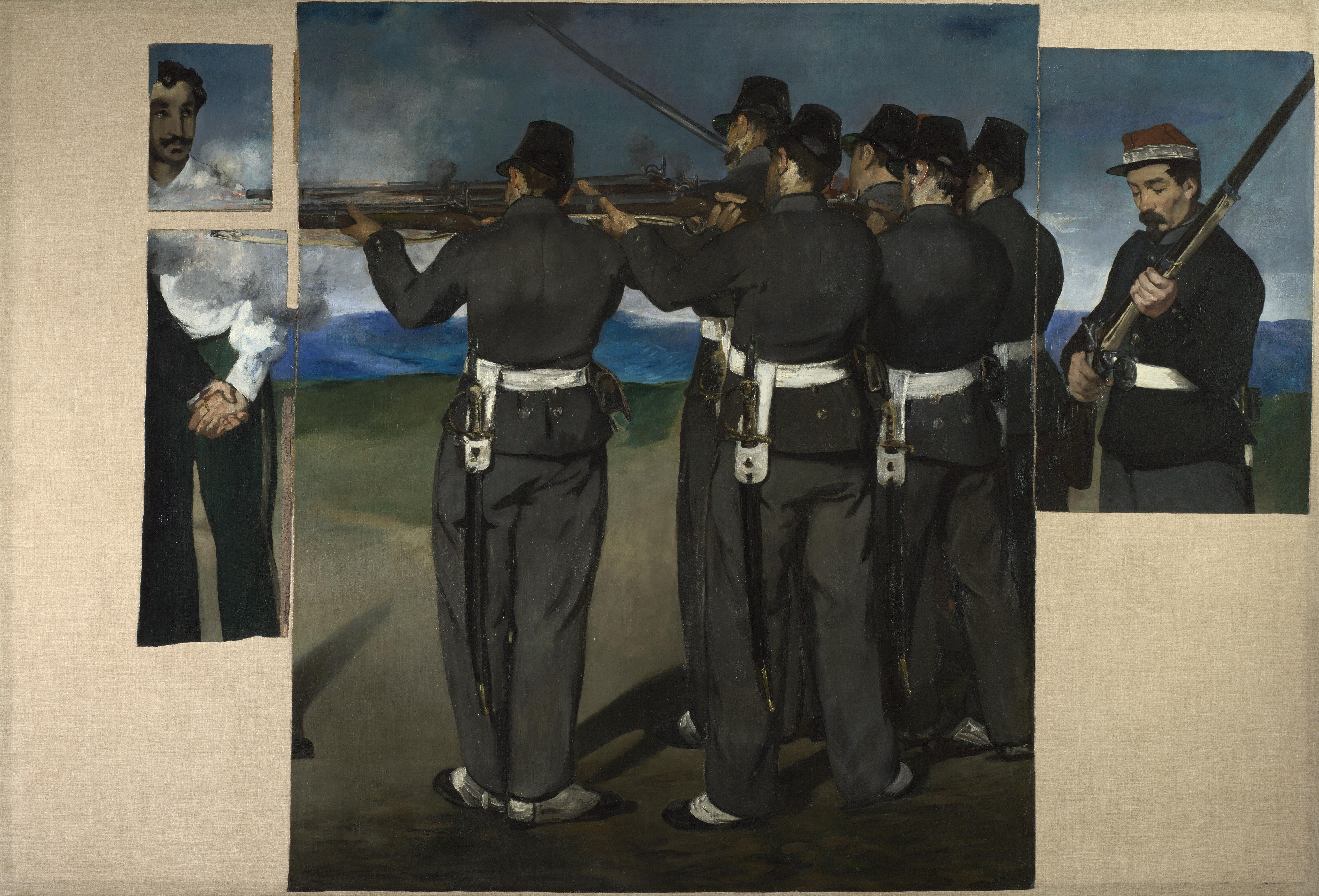
Den tredje versionen klipptes i mindre delar som såldes efter Manets död var och en för själv. Idag är den utställd på National Gallery.

## Liknande målningar

Goyas Den 3 maj 1808 i Madrid: arkebuseringen (1814) på Pradomuseet.